# Поуль Кристіан Стеманн
Поуль Кристіан Стеманн (14 квітня 1764 — 25 листопада 1855) — данський міністр у справах держави у 1827–1848 роках.

## Життєпис
Походив зі старовинної німецької родини, з якої вийшло багато данських чиновників. У молодості був поміркованим лібералом, а пізніше став глибоко консервативним політиком. Зробив кар'єру у Верховному суді. З 1798 до 1827 року обіймав посаду префекта Соро, де проявив себе талановитим та активним місцевим чиновником, що привернуло до нього увагу короля Фредеріка VI.
1827 Стеманн отримав пост голови Данської Канцелярії та міністра юстиції.
За часів правління короля Кристіана VIII Стеманн продовжував роботу в уряді. Після падіння абсолютизму у березні 1848 був звільнений разом з рештою міністрів. Утім протягом кількох років він продовжував відігравати незначну роль за лаштунками як радник консервативних політиків.